# Hồng Phong, Nam Sách
Hồng Phong là một xã thuộc huyện Nam Sách, tỉnh Hải Dương, Việt Nam.
Xã Hồng Phong có diện tích 4,61 km², dân số năm 1999 là 4.791 người, mật độ dân số đạt 1.039 người/km².